# Chó Griffon Brussels
Chó Griffon Brussels (tiếng Anh: Griffon Bruxellois hoặc Brussels Griffon) là một giống chó cảnh, được đặt tên theo thành phố của chúng: Brussels, Bỉ. Griffon Brussels - Griffon Bruxellois có thể đề cập đến ba giống chó khác nhau: bản thân giống Griffon Bruxellois, Chó Griffon Belge và Chó Petit Brabançon. Các giống chó này thực chất giống hệt nhau về tiêu chuẩn ngoại trừ sự khác biệt về bộ lông và màu sắc, trong một số tiêu chuẩn chúng được coi là các phân giống của cùng một giống, tương tự như Chó chăn cừu Bỉ.

## Ngoài hình
Chó Griffon Brussels thường là một giống chó kích thước nhỏ có khung xương chắc chắn. Chó trưởng thành thuộc giống chó này có chiều cao trung bình nằm trong khoảng từ 9 đến 11 inch (từ 23 đến 28 cm) và có trọng lượng nằm trong khoảng từ 8 đến 10 pound (khoảng 4 đến 5 kg). Giống chó này có cái đầu hình vòm, mũi ngắn và móm. Các đặc điểm khuôn mặt giống như con người của chúng thường được so sánh với nhân vật Ewok.
Chó Griffon Brussels có hai biến thể về bộ lông: bộ lông mềm mại và bộ lông xù xì. Lông của chúng (không phải lông vũ) có thể có màu đỏ, đen và nâu, hoặc màu đen và đỏ. Các con chó thuộc Chó Griffon Brussels có lông ngắn ít đòi hỏi việc chải chuốt, chăm sóc lông trong khi cùng loại chó này, với bộ lông xù xì rất đòi hỏi việc thường xuyên chải chuốt hàng tuần.